# Hombre polilla
El mothman, en español hombre-polilla, también denominado en otros contextos hombre-búho, es un supuesto ente humanoide de enorme estatura y aspecto parecido al de una gigantesca polilla o búho. Sus apariciones coinciden supuestamente con observaciones de ovnis o con la presencia de otras criaturas, incluyendo los hombres de negro. También se le ha relacionado con la inminencia de grandes catástrofes, siendo a veces definido como un «heraldo de desgracias y muerte».
Sus imposibles características anatómicas y supuestos fenómenos paranormales que acompañan la aparición del ser, hacen que se le relacione con determinados estados alterados de conciencia por parte de los testigos o que se interprete preferentemente como una manifestación arquetípica. Otros investigadores prefieren incluirlo dentro de las criaturas criptozoologicas, defendiendo que se trata de una criatura real y convencional a la que las malas interpretaciones de los testigos, el mito creado y las exageraciones le hubiesen dotado de características "milagrosas".

## Descripción
El aspecto físico que se le atribuye a esta hipotética criatura es la de un humanoide de más de dos metros de altura, de piel, pelaje o vestimenta de un negro uniforme o gris oscuro; la presencia de dos enormes alas —que algunos testigos han identificado, alternativamente, como una gran capa que cubre la espalda, brazos y parte del rostro— y dos enormes y sobrecogedores ojos rojos —a los que se atribuyen facultades hipnóticas—, enmarcados en una cabeza poco definida unida directamente al tronco, lo que daría al ser el aspecto general de una gigantesca polilla o búho.

## Historia

### Point Pleasant
Los primeros testimonios modernos datan del año 1966, en Point Pleasant (Virginia Occidental). En la noche del 14 al 15 de noviembre dos matrimonios paseaban en automóvil cerca del sector conocido como área TNT, una zona de antiguos depósitos militares de explosivos usados durante la Segunda Guerra Mundial que era usado como picadero. Observaron al lado del camino una criatura de unos 2 m de altura, con dos alas plegadas a la espalda y que les miraba con dos brillantes ojos de color rojizo. El conductor aseguró haberse dirigido hacia la carretera principal y los ocupantes aterrorizados habrían sido seguidos hasta la misma entrada del pueblo. Los testigos afirmaron haber oído un agudo grito proveniente de la criatura que "tenía dos grandes ojos rojos, como faros de automóvil"  después de su declaración a la policía se ordenó una exhaustiva búsqueda en el área TNT, sin aparecer ninguna evidencia de dicha criatura. Solo captaron unas interferencias de radio.
Un periodista, tras la conferencia realizada al día siguiente por las parejas, bautizó a la criatura como "Mothman" por su parecido a un villano que aparecía en una serie de televisión.
John Keel, escritor e investigador, se entrevistó con aproximadamente cien testigos que vieron a la criatura en cinco ocasiones diferentes. Keel relacionó el hecho con el avistamiento de OVNIs. Pasado unos años Keel le llegaría a dar connotaciones proféticas y conspiranoicas.

### Cornualles
Entre 1976 y 1978 media docena de testigos, en su mayoría niños o adolescentes, afirmaron haber visto en la región de Cornualles (Inglaterra), concretamente en las cercanías de la localidad de Mawnan, una criatura prácticamente idéntica al Mothman que identificaron como "un búho peludo de tamaño monstruoso y ojos oblicuos y rojos". Se da la circunstancia de que las apariciones del llamado "hombre-búho de Cornualles" coincidieron con un aumento de la actividad ovni en la zona, acumulándose los testigos de extrañas luces en la noche.

### Chernóbil
Se habla que, poco antes del desastre nuclear de Chernóbil, el hombre polilla fue visto en Georgia y alrededores de Ucrania, se comenta que se antepone a los momentos fatídicos.

### Chihuahua
En marzo de 2009, en la ciudad de Chihuahua, en el estado del mismo nombre en México, fue visto por un joven y varias personas de la localidad. Narró que fue perseguido durante varios minutos mientras conducía su camioneta Liberty a gran velocidad. Describiendo estos hechos a su familia y las autoridades locales, lograron crear un retrato hablado. Su aparición causó revuelo cuando casi un mes después en México estalló una epidemia de gripe A que causó la muerte de varias personas.

### Santiago de Chile
Desde septiembre de 2013, Mothman ha sido avistado por varias personas en forma separada en la ciudad de Santiago de Chile. El primero en dar su testimonio fue un joven que se contactó con el matinal Mañaneros de La Red. Él, junto a sus amigos, observó el 29 de septiembre de 2013, alrededor de las 20:30 horas,  a una enigmática criatura de dos metros y de largas alas, sobrevolando el Parque Bustamante, en la céntrica comuna de Providencia.
Poco a poco se fueron descubriendo más casos de personas que aseguran haber visto al Hombre Polilla, en otras comunas como Quinta Normal y Lo Barnechea.

Me llamó mi hermana que me dijo que se veía algo en el cielo. Fuimos a verlo y nos extrañó, porque parecía como un papel flotante grande en el aire… negro. Nos quedamos mirando harto rato, pero no era un papel, sino una especie de humano volador.
Mario Álvarez, vecino de Lo Barnechea. 

### Chicago
Esta criatura reapareció en Chicago, Estados Unidos, según informó el Daily Express en una publicación con fecha 2 de mayo de 2017.
Tres testigos, de manera independiente y en distintos lugares, vieron a este misterioso ser en un período de cuatro horas. Los testigos afirmaron que el ser era similar a un inmenso búho de tres metros con ojos brillantes. Algunos testigos, también informaron que en poco tiempo pudieron ver un ovni de color verde en los cielos.
En enero de 2018 se reportó que continuaban produciéndose avistamientos en Chicago, contabilizándose un total de 55 encuentros en dicha ciudad en 2017.

## En la cultura y literatura
El primer libro en abordar el tema fue El puente de plata del escritor Gray Barker, publicado en 1970. Sin embargo, se popularizó cinco años después a raíz del investigador John A. Keel y su obra Las profecías del Mothman, un libro de investigación sobre el caso y que después sería la inspiración para la película de 2002 Mothman: la última profecía.
El 26 de julio de 2015 se estrenó la serie de TV El Hombre Polilla, dirigida por el cineasta chihuahuense Sergio Kaarl, la cual fue inspirada en diversas apariciones del gigante humanoide en ciudad Pedro Meoqui, ubicada en la zona centro-sur del estado.
En el videojuego Fallout 76 (2018), el "Hombre Polilla" es un personaje atacable que hace apariciones aleatorios con el jugador; además se puede encontrar un museo abandonado dedicado a su mitología y un culto que adora a la criatura. Fallout 76 se desarrolla en un posapocalíptico Virginia Occidental, donde se reportan los primeros presuntos avistamientos del hombre polilla.
En 2023, el fabricante estadounidense de juegos de mesa Restoration Games introdujo al Hombre Polilla como uno de los jefes a derrotar en el juego UnMatched: Relatos Asombrosos.